# Françoise Vannay-Bressoud
Françoise Vannay-Bressoud, née Bressoud le 2 janvier 1945 à Torgon (originaire de Vionnaz) et morte à Monthey le 12 novembre 1998, est une personnalité politique suisse, membre du parti socialiste. Elle est députée du canton du Valais au Conseil national de novembre 1979 à novembre 1987.

## Biographie
Issue d'une famille modeste de la commune de Vionnaz, Françoise Vannay naît Bressoud le 2 janvier 1945 à Torgon, dans le canton du Valais. Elle est la deuxième d'une fratrie de huit enfants. Son père, Étienne, est postier. Sa mère, Anita, est née Fracheboud.
Elle effectue sa scolarité obligatoire à Vionnaz et à Monthey. Après avoir obtenu sa maturité en Valais, elle poursuit des études à l'Université de Fribourg. À l'âge de 23 ans, en 1968, elle obtient une licence en sciences naturelles. Elle décroche ensuite un diplôme de maître d'enseignement secondaire qui lui permet d'enseigner à Genève puis à Martigny.
De retour en Valais après ses études, elle épouse Jules Vannay, dont elle a deux enfants. Elle réside à Torgon.

## Parcours politique
Sa carrière politique commence en 1973 et se termine quatre législatures plus tard, en 1989.
Elle est d'abord élue députée au Grand Conseil valaisan en 1973 ; elle appartient à la première volée de femmes élues députées après l'obtention du suffrage féminin en 1971. Son mandat commence le 1er janvier 1973 et se poursuit jusqu'en 1989.
Dans le même temps, elle est élue au Conseil communal (exécutif) de Vionnaz en 1976, où elle s'engage pour trois législatures, jusqu'en 1988. Au sein du législatif de sa commune, elle préside la commission de salubrité, du cadastre et des horaires. Enfin, en 1980, elle succède à Gabrielle Nanchen comme représentante du Parti socialiste valaisan au Parlement fédéral. Elle est conseillère nationale durant deux législatures de 1980 à 1987. En juin 1987, elle est candidate à l'élection complémentaire au Conseil des États. Elle obtient un bon score, meilleur que celui de son parti, mais arrive en dernière position des trois candidats, avec 18.87 % des suffrages, derrière le candidat PDC élu Édouard Delalay et le candidat radical.

### Positionnement politique
Très attachée à la connaissance de ses dossiers, elle est connue pour sa lutte pour le respect de l'environnement et pour son engagement pour une école valaisanne de qualité.

### Engagement féministe
En 1980, elle présente une motion au Grand Conseil, dont l'objectif vise la création d'un service voué à l'étude de la condition féminine dans le Valais. En 1982, en réponse à sa motion, le Conseil d'État nomme une Commission d'étude sur la condition féminine en Valais. Françoise Vannay y représente la montagne, le Chablais et le parti socialiste.

## Hommage
En 2021, le portrait de Françoise Vannay-Bressoud est sélectionné par des étudiants en histoire du Collège de l'Abbaye de Saint-Maurice parmi les 8 portraits de Valaisannes réalisés par les expertes de l'association Via Mulieris, pour l'exposition Hommages 2021. Le portrait de Françoise Vannay-Bressoud, accompagné de celui de la skieuse Corinne Rey-Bellet, est exposé dans les rues de Berne pour commémorer le cinquantenaire du suffrage féminin en Suisse.